# HangarBicocca
Pirelli HangarBicocca, noto anche come HangarBicocca, è uno spazio espositivo dedicato all'arte moderna e contemporanea situato nel quartiere Bicocca di Milano. L'edificio era originariamente uno stabilimento industriale della società AnsaldoBreda poi acquisito dalla Pirelli nel 2004 e in seguito oggetto di riconversione in 15.000 metri quadri di gallerie espositive.
Fin dalla sua apertura, Pirelli HangarBicocca ha ospitato mostre di Marina Abramović, Carsten Höller, Alfredo Jaar, Philippe Parreno, Laure Prouvost,  Apichatpong Weerasethakul, Bruce Nauman. È anche il sito di un'installazione permanente di Anselm Kiefer.

## Storia
L'edificio noto come HangarBicocca è stato originariamente une delle prime zone industriali italiane di maggior rilievo del Novecento, in quanto collegato alla storia della Società Italiana Ernesto Breda. Quest'ultima rappresenta un'azienda storica del settore metalmeccanico lombardo, fondata nel 1886 dall'ingegnere padovano Ernesto Breda, il quale ha contribuito allo sviluppo della rete ferroviaria del Nord Italia attraverso la produzione di carrozze ferroviarie, locomotive a vapore ed elettriche. Le attività di produzione industriale nel quartiere Bicocca iniziano nel 1903 e proseguono fino ad un graduale abbandono tra il 1980 e il 1986, anno in cui viene avviato un progetto di riqualifica urbanistica degli spazi. L'area, nel 2004, dopo essere stata acquistata da Prelios (al tempo chiamata Pirelli RealEstate) viene trasformata in spazio espositivo per l'arte contemporanea.

## Architettura
Esternamente l'edificio ha conservato il carattere industriale dell'azienda alla quale apparteneva. Sono stati conservati i pavimenti originali in cemento grezzo e i soffitti alti tipici dello stile industriale del tempo: nella stanza che contiene l'installazione permanente I Sette Palazzi Celesti di Anselm Kiefer, sono ancora visibili le tracce delle rotaie che venivano utilizzate per la prova dei mezzi locomotivi.
Il complesso espositivo è costituito da tre corpi principali: lo "Shed", le "Navate" e il "Cubo".

### LoShed
Costituisce il primo spazio con cui il visitatore viene a contatto subito dopo l'ingresso ed è stato costruito negli anni Venti del Novecento. Esso ospitava la sezione nella quale venivano fabbricate e assemblate locomotive, treni e macchine agricole. Il carattere industriale è ben visibile grazie alle pareti con mattoni a vista, tetti a doppio spiovente e ampi lucernari.

### LeNavate

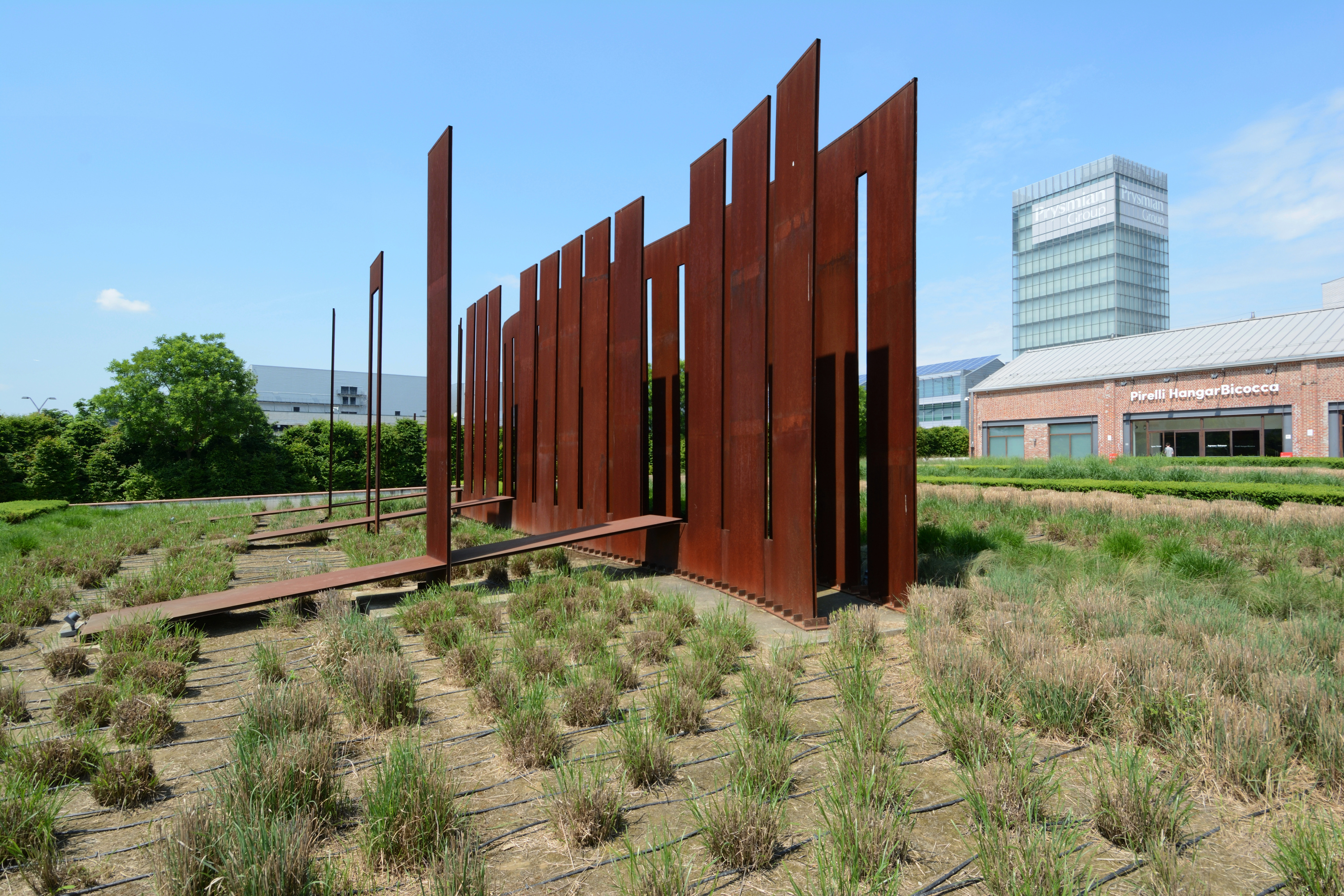
La Sequenza - Fausto Melotti

Passando attraverso lo Shed si accede alle "Navate": utilizzate come reparto trasformatori e risalenti agli anni Sessanta del Novecento. Questo è il corpo più celebre in quanto accoglie l'installazione permanente dell'artista tedesco Anselm Kiefer I Sette Palazzi Celesti, realizzata in occasione dell'apertura dello spazio espositivo ed ampliata nel settembre 2015 con l'aggiunta di cinque grandi tele. Il nome del copro di riferimento è al plurale in quanto suddiviso in tre navate di cui una, dal 2004, accoglie l'installazione permanente e site-specific dell'artista sopra citato. Nel giardino esterno antistante l'ingresso, ricavato grazie alla demolizione, nel 2000, di depositi e baracche è collocata La Sequenza, scultura del 1981 di Fausto Melotti.

### IlCubo
L'ultimo spazio espositivo della struttura è il "Cubo" ed è differente dai corpi già descritti in quanto caratterizzato da un soffitto a botte. Il suo scopo durante l'attività industriale era quello di testare le turbine elettriche, per questo motivo, infatti, è presente un'altra differenza rispetto alle Navate e allo Shed: è l'unica parte dell'edificio nella quale l'illuminazione è naturale.

## Installazioni

### Installazioni permanenti[4]
- Anselm Kiefer, I Sette Palazzi Celesti, 2004

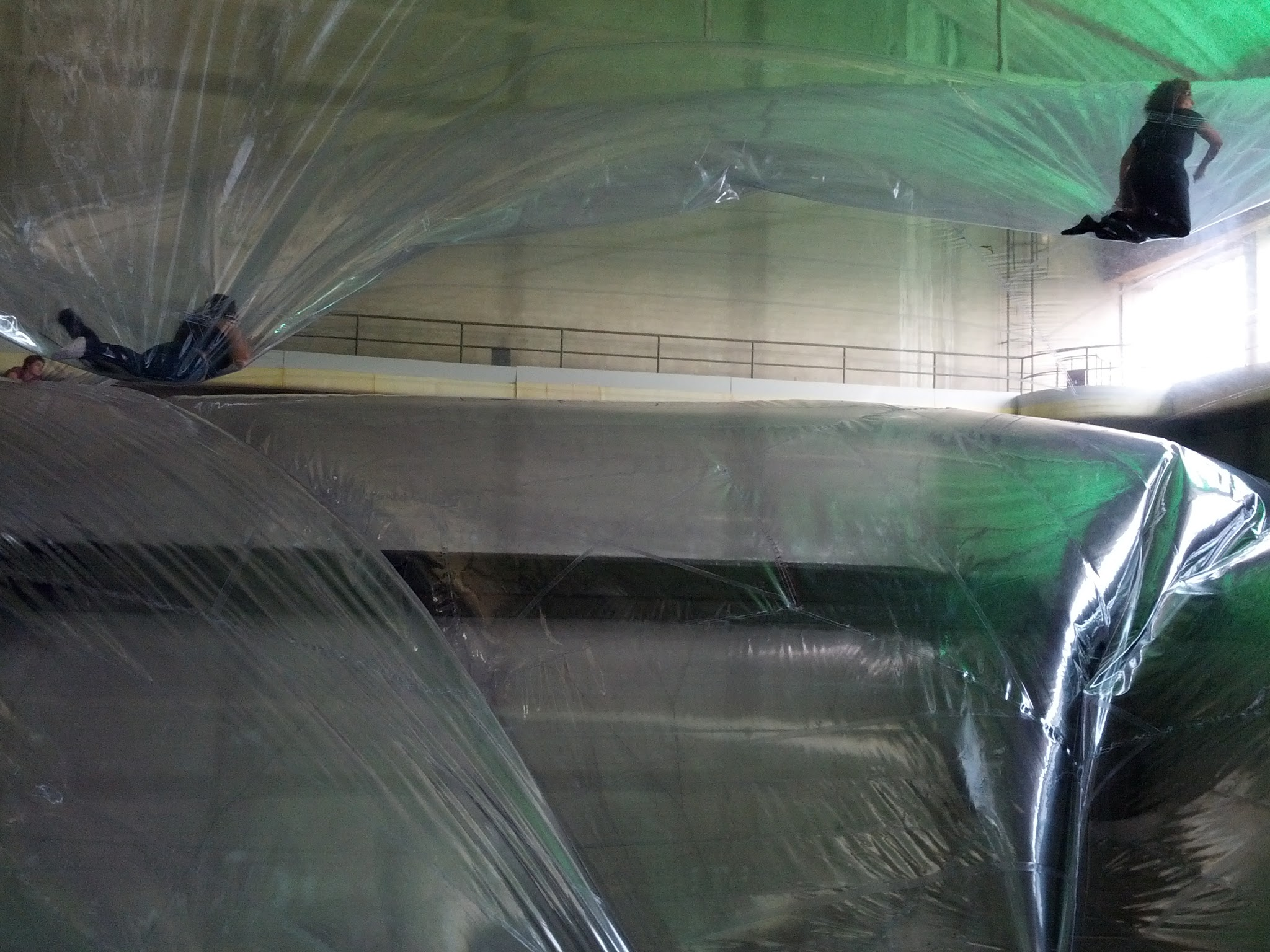
Tomás Saraceno - On Space Time Foam

- Fausto Melotti, La Sequenza, 1981

### Installazioni temporanee[8]
- OSGEMEOS, Efêmero, in corso

- Trisha Baga, the eye, the eye and the ear, in corso
- Chen Zhen, short-circuits, in corso
- Cerith Wyn Evans, “....the Illuminating Gas”, 2020
- Daniel Steegmann Mangrané, A Leaf-Shaped Animal Draws The Hand, 2020
- Sheela Gowda, Remains, 2019
- Giorgio Andreotta Calò, CittàdiMilano, 2019
- Mario Merz, Igloos, 2019
- Leonor Antunes, The last days in Galliate, 2019
- Matt Mullican, The Feeling of Things, 2018
- Eva Kot’átková, The Dream Machine is Asleep, 2018
- Vari artisti, Take me (I'm Yours), 2018
- Lucio Fontana, Ambienti, 2018
- Rosa Barba, From Source to Poem to Rhythm to Reader, 2017
- Miroslaw Balka, Crossover/s, 2017
- Laure Prouvost, GDM – Grand Dad’s Visitor Center, 2017
- Kishio Suga, Situations, 2017
- Carsten Höller, Doubt, 2016
- Vari artisti, Architecture as Art, 2016 (in occasione della XXI Triennale Esposizione Internazionale Milano 2016)
- Petrit Halilaj, Space Shuttle in the Garden, 2016
- Philippe Parreno, Hypothesis, 2016
- Damian Ortega, Casino, 2015
- Juan Muñoz, Double Bind & Around, 2015
- Céline Condorelli, Bau Bau, 2015
- Joan Jonas, Light Time Tales, 2015
- João Maria Gusmão & Pedro Paiva, Papagaio, 2014
- Cildo Meireles, Cildo Meireles. Installations, 2014
- Micol Assaël, ILIOKATAKINIOMUMASTILOPSARODIMAKOPIOTITA, 2014
- Dieter Roth Björn Roth, Islands, 2014
- Ragnar Kjartansson, The Visitors, 2014
- Mike Kelley, Eternity is a Long Time, 2013
- Apichatpong Weerasethakul, Primitive, 2013
- Tomás Saraceno, On Space Time Foam, 2013
- Carsten Nicolai, Unidisplay, 2013
- Emilia e Illja Kabakov, The Happiest Man, 2012
- Wilfredo Prieto, Equilibrando la curva, 2012
- Hans-Peter Feldmann, Shadow Play, 2012
- Yervant Gianikian e Angela Ricci Lucchi, NON NON NON, 2012
- Céleste Boursier-Mougenot, From here to ear, 2011
- Surasi Kusolwong, Ping—Pong, Panda, Povera, Pop—Punk, Planet, Politics and P—Art, 2011
- Vari artisti, Terre vulnerabili 4/4, 2011
- Vari artisti, Terre vulnerabili 3/4, 2011
- Vari artisti, Terre vulnerabili 2/4, 2011
- Vari artisti, Terre vulnerabili 1/4, 2011
- Phill Niblock, The movement of people working, 2010
- Christian Boltanski, Personnes, 2010
- Carlos Casas, End, 2010
- Vari artisti, Fuori Centro, 2010
- Anthony McCall, Breath: the vertical works, 2009
- Alfredo Jaar, It is difficult, 2009
- BLU, l'artista e i graffiti sui muri dell'Hangar, 2008
- Lucy e Jorge Orta, Antarctica, 2008
- Daniele Puppi, Fatica n.16, 2008
- Artisti contemporanei dall'India, Urban Manners, 2008
- Vari artisti del progetto Emergenze, Not afraid of the dark, 2007
- Vari artisti, Collateral, 2007
- Vari artisti con l'associazione START, Start@Hangar, 2007
- Marina Abramović, Balkan Epic, 2006
- Adelina von Fürstenberg, Playground & Toys, 2005
- Mark Wallinger, Easter, 2005